# Marshallesiska köket

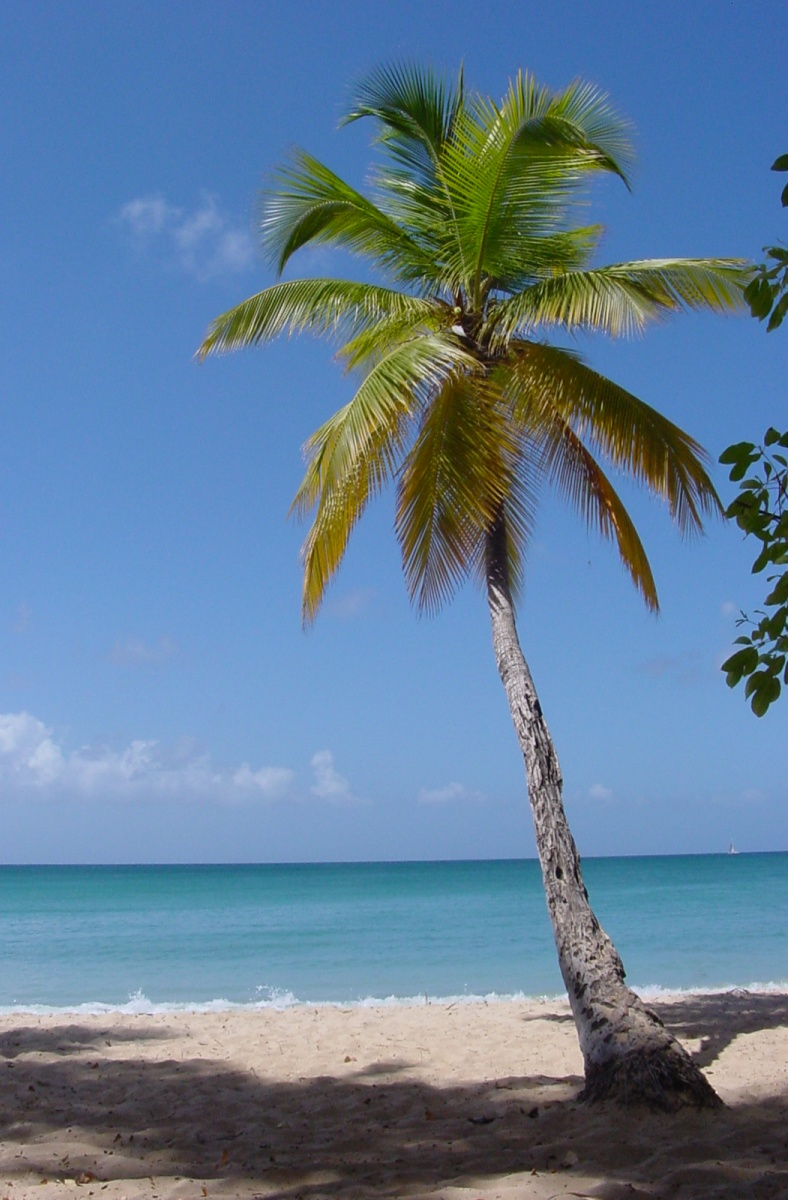
En kokosnötspalm

Marshallesiska köket är den matkultur och de mattraditioner som finns i Marshallöarna. En stor del av kosten baseras på vad som finns tillgängligt i landet, varför fisk och skaldjur utgör mycket av maten. Färsk tonfisk, krabba och hummer är väldigt populärt.
Då mycket kokosnötter odlas är även detta populärt. De används i många lokala specialiteter, såsom mã (skivad brödfrukt med kokosnötsås) och Bañke kalel som består av pumpa med kokosmjölk. Bananer som krossats och blandats med riven kokosnöt bildar rätten jukjuk.